# Bhor (ort i Indien)
Bhor är en ort i Indien.   Den ligger i distriktet Pune och delstaten Maharashtra, i den sydvästra delen av landet, 1 200 km söder om huvudstaden New Delhi. Bhor ligger 615 meter över havet och antalet invånare är 18 982.
Terrängen runt Bhor är huvudsakligen kuperad, men den allra närmaste omgivningen är platt. Runt Bhor är det ganska tätbefolkat, med 214 invånare per kvadratkilometer. Bhor är det största samhället i trakten. Trakten runt Bhor består till största delen av jordbruksmark.